# Адамс, Джон Куинси
Джон Куи́нси А́дамс (англ. John Quincy Adams; 11 июля 1767 года, Брейнтри, провинция Массачусетс-Бэй, — 28 февраля 1848 года, Вашингтон) — американский политик и государственный деятель, дипломат, 6-й президент США (1825—1829). Старший сын второго президента США Джона Адамса, основной автор доктрины Монро. Посол США в России (1809—1814) и в Великобритании (1815—1817), государственный секретарь США (1817—1824).

## Ранние годы

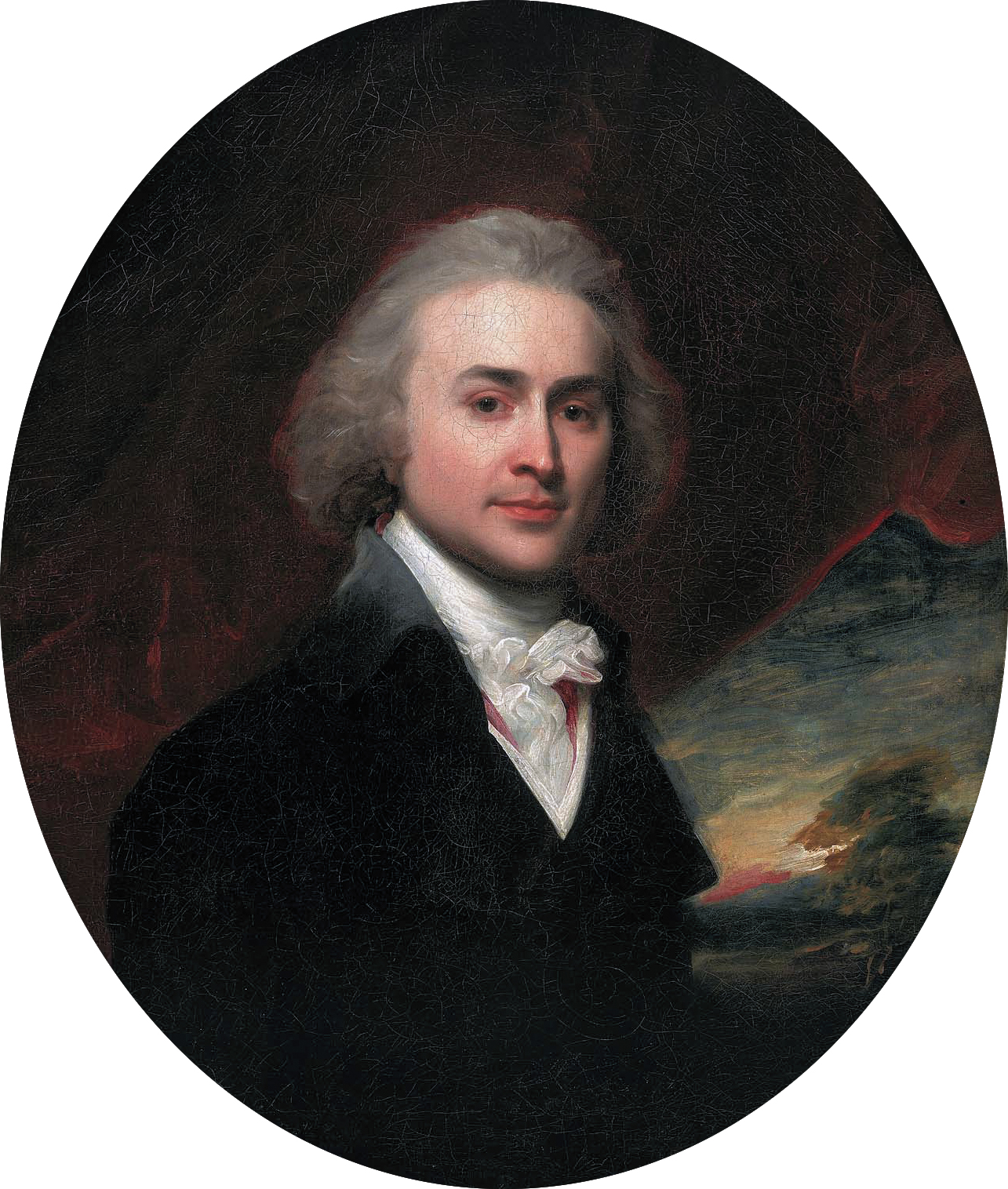
Джон Куинси Адамс
(художник Д. С. Копли)

Джон Куинси Адамс родился 11 июля 1767 года в Брейнтри (провинция Массачусетс-Бэй). Мальчиком два раза сопровождал отца в Европу; молодость провёл в Париже, Гааге и Англии. В 1781 году сопровождал в качестве секретаря первого посла США в Российской империи Фрэнсиса Дейну во время его миссии в Санкт-Петербурге, где Адамс провёл более года. Благодаря этим поездкам он получил большой багаж знаний, которые в будущем сделали из него одного из ярчайших внешних политиков США.
В 1788 году Адамс поступил в Гарвардский колледж, а спустя три года открыл свою адвокатскую контору в Бостоне. В 1791 году в качестве адвоката поселился в Бостоне, но уже в 1794 году отправился послом в Гаагу, а в 1798 (во время президентства отца) — в Берлин.
26 июля 1797 года Адамс женился на дочери зажиточного торговца табаком из Лондона, став, таким образом, первым и — до избрания Дональда Трампа в 2016 году — единственным президентом США, женатым на зарубежной уроженке.
Адамс вполне разделял взгляды отца, за что в 1801 году был отозван президентом Джефферсоном из Берлина. Занялся вновь адвокатурой, но в 1802 году был избран в члены массачусетского сената, в 1803 году — в члены Конгресса.
Вследствие борьбы по поводу защиты им акта относительно эмбарго, Адамс отошёл от общественной деятельности, но вернулся к ней по предложению президента Дж. Мэдисона, назначившего его в 1809 году послом в Российскую империю. О своём назначении Адамс узнал из газеты. 27 июня 1809 года сенат утвердил его кандидатуру на должность посла, что сам Джон воспринял с радостью, в то время как его отец, к тому времени бывший президент США, был недоволен тем, что сыну придётся оставить Гарвард, где он недавно начал преподавать риторику и ораторское искусство.

## Посол в Российской империи

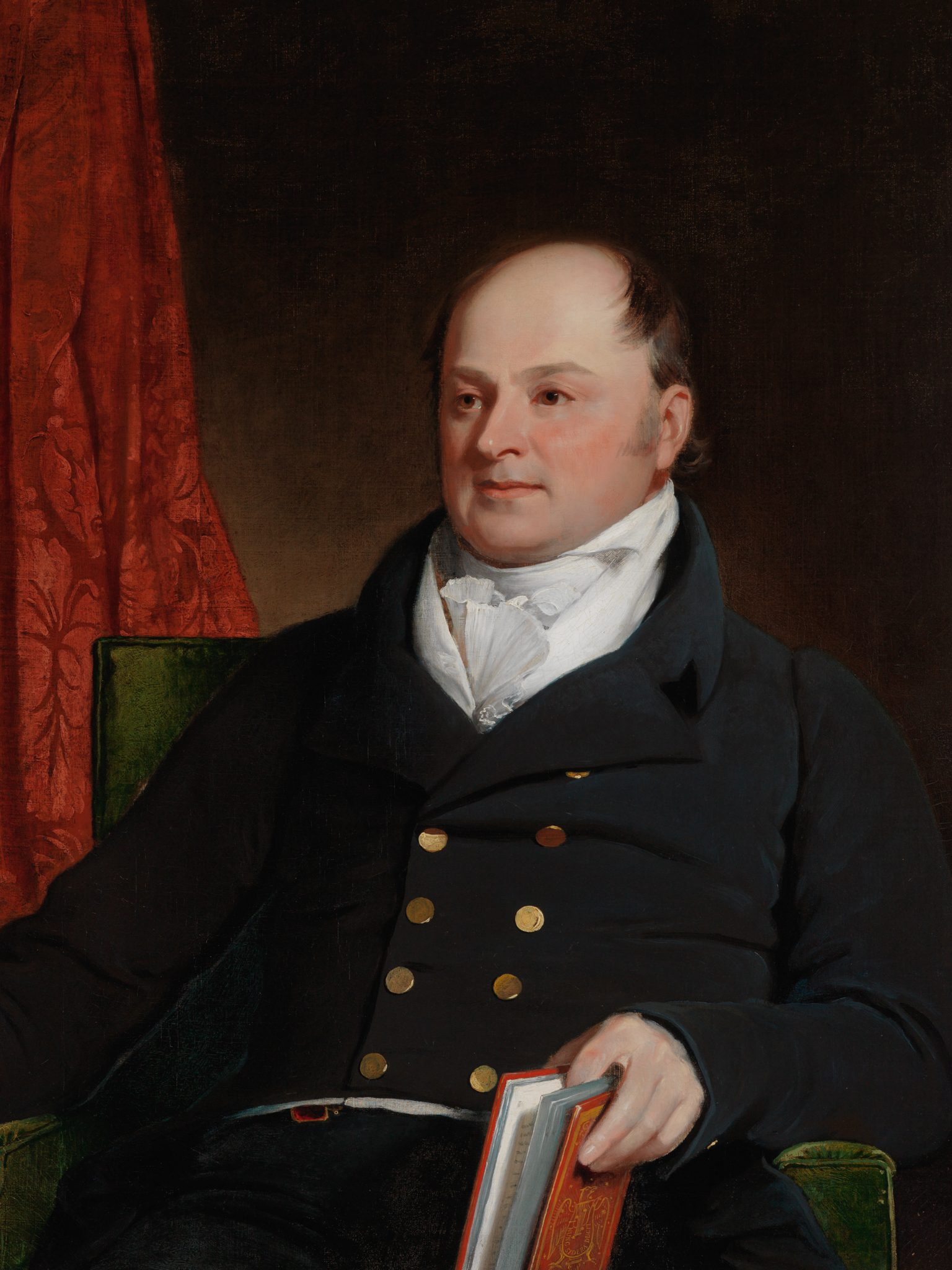
Джон Куинси Адамс
(художник Ч. Р. Лесли)

24 октября (5 ноября по новому стилю) 1809 года Адамс прибыл в Кронштадт, и уже через десять дней его принял российский император Александр I. У Адамса сложились хорошие личные отношения с императором, с Александром I они частенько встречались на прогулках в 1810—1811 годах. 13 февраля 1811 года тогдашний госсекретарь США Роберт Смит направил Адамсу инструкцию, содержащую «Основные принципы договора между США и Императором Всероссийским». Первым и главным пунктом договора должно было стать «провозглашение вечного мира, дружбы и доброго взаимопонимания» между США и Россией.
В личных дневниках Адамс оставил подробное описание своей жизни в Петербурге, составив полноценную картину жизни светского общества и российской элиты. За четыре с половиной года он стал дружен с Нарышкиными, канцлером Румянцевым, княгиней Анной Белосельской-Белозерской и князем Александром Куракиным, министром финансов Дмитрием Гурьевым и другими влиятельными персонами. При этом жалованья американского посла не хватало на поддержание соответствующего уровня жизни, поэтому Адамс не принимал у себя гостей, а только сам совершал визиты. Семья находилась на грани разорения, а в 1812-м у супругов умерла годовалая дочь, которая была похоронена на Смоленском лютеранском кладбище Санкт-Петербурга.
В целом миссия Адамса в России была признана вполне успешной: ему удалось установить тесные контакты между Россией и США. Кроме того, он приобрёл в Санкт-Петербурге ряд научных трудов, которые передал в библиотеки США.

## Госсекретарь США

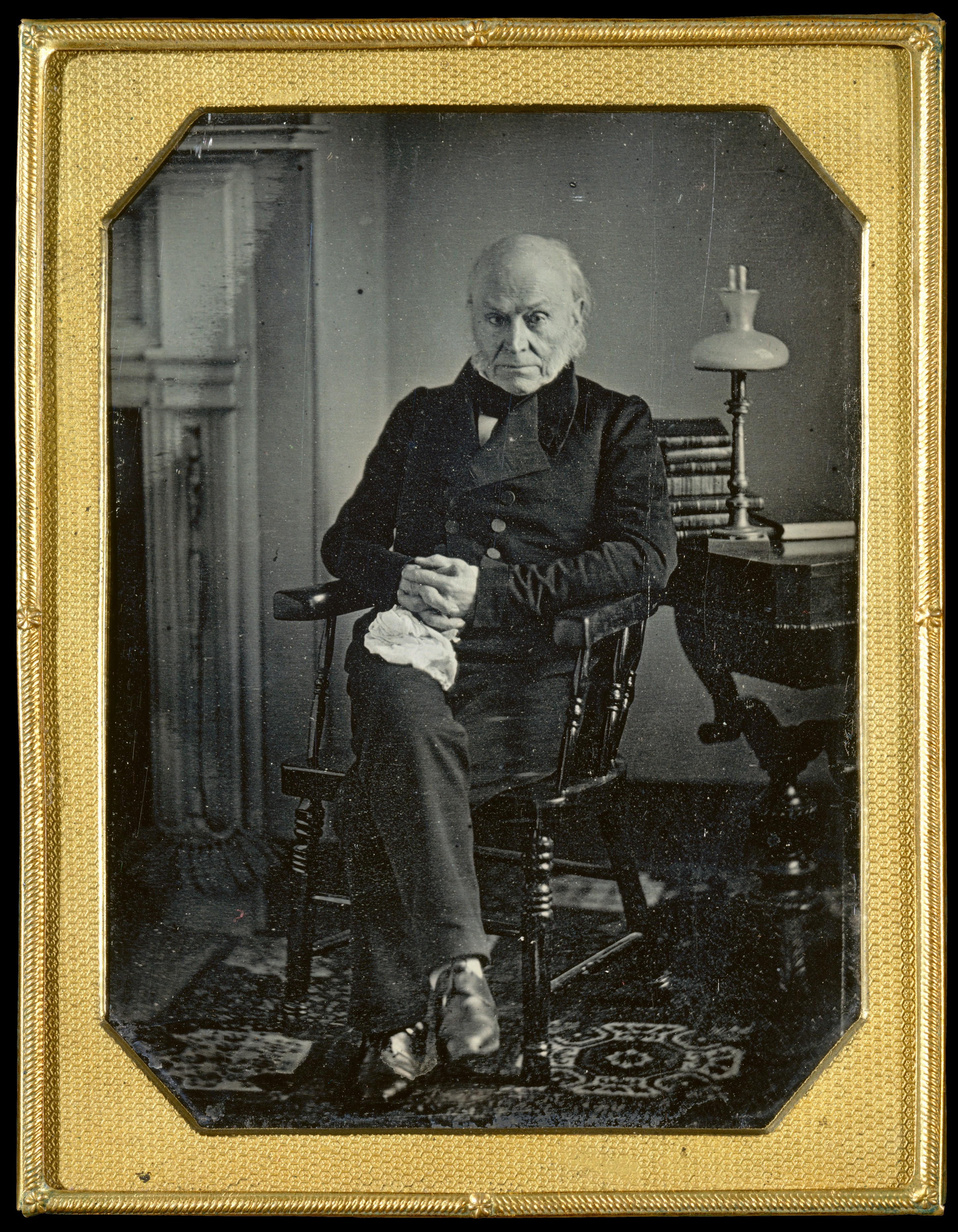

24 декабря 1814 года Адамс достиг заключения Гентского мира, после чего был направлен послом в Англию, а в 1817 году по указу президента Дж. Монро назначен государственным секретарём США, пост этот занимал в течение 8 лет. Является одним из главных авторов «доктрины Монро» и подписантом договора Адамса — Ониса, зафиксировавшего переход Флориды от Испании к США.
После истечения полномочий Монро и выборов 1824 года, не приведших к победе ни одного из четырёх соревновавшихся кандидатов из Демократическо-республиканской партии, Адамс, согласно Конституции, был избран Палатой представителей на пост президента Соединённых Штатов (хотя получил меньше голосов и избирателей, и выборщиков, чем Эндрю Джексон) при поддержке спикера палаты Генри Клея (которого Адамс затем назначил госсекретарём). Это был второй из двух случаев в истории США, когда будущего президента определил Конгресс (первым было избрание Томаса Джефферсона на выборах 1800 года).

## Президентство
Адамс обещал профинансировать из бюджета амбициозные инфраструктурные проекты наподобие национального университета, но на пути у него встал Конгресс. Против него было большинство южных конгрессменов, не доверявших ему, как покровителю таможенной политики и противнику рабства; к тому же Адамсу не посчастливилось во внешнем управлении. Безуспешность Панамского конгресса, преследовавшего союз всех американских республик, повредила его популярности как государственного деятеля. Хотя ему удалось заключить торговые договоры с большинством европейских и южноамериканских государств, но введённый им в 1828 году новый таможенный тариф грозил доставить союзу серьёзный разлад с Англией.
При нём Демократическо-республиканская партия раскололась на два основных лагеря: сторонников президента Адамса из Национальной республиканской партии и его противников из новой Демократической партии. По истечении срока его президентской деятельности, в марте 1829 года, его заменил представитель последней — ревностный заступник рабства генерал Джексон: Джон Куинси Адамс стал вторым президентом (после своего отца), который не сумел переизбраться.
Адамс удалился в своё имение Квинси около Бостона, но не ушёл из публичной политики и в 1831 году был избран в Палату представителей, где явился заступником аболиционистов и поддерживал бесконечные петиции по невольничьим делам. Энергично требовал освобождения рабов, за что подвергался нападкам со стороны южных представителей Конгресса, готовых силой принудить его к молчанию, но он продолжал в том же духе. Проиграв с небольшим отрывом на выборах губернатора Массачусетса и в Сенат, Адамс вступил в Антимасонскую партию, а затем в оппозиционную Джексону Партию вигов. В духе своей борьбы с рабством он выступал против аннексии Техаса и войны с Мексикой, в которых видел попытку усилить власть рабовладельцев, а также против запрета на обсуждение в Палате представителей петиций об отмене рабства.
Адамс умер в Вашингтоне во время заседания конгресса, 28 февраля 1848 года. Среди государственных деятелей староамериканской школы он был наиболее ловким и сведущим дипломатом в отношениях с Европой.

## Семья
Джон Куинси Адамс был женат на англичанке Луизе Кэтрин Джонсон (1775—1852). У них было четверо детей:
- Джордж Вашингтон Адамс (1801—1829)
- Джон Адамс II (1803—1834)
- Чарльз Фрэнсис Адамс (1807—1886)
- Луиза Кэтрин Адамс (1811—1812)

## В кинематографе
- «Хроники Адамсов»[англ.] (1976) — США, Марсель Тренчард, Стив Остин, Стивен Гровер, Марк Винкворв, Дэвид Берни[англ.], Уильям Дэниелс.
- «Амистад» (1997) — США, Энтони Хопкинс.
- «Джон Адамс» (2008) — США, Стивен Хинкль, Эбон Мосс-Бакрак.
- «Торчки» (2001) — США, Джесси Дилан.

## Интересный факт
На выставке «Американские президенты» в Национальной портретной галерее Смитсоновского института в Вашингтоне демонстрировался как один из наиболее примечательных экспонатов приобретённый галереей в 2017 году фотопортрет 75-летнего Джона Куинси Адамса. Это изображение, выполненное Филипом Хаасом в 1843 году, — самая старая сохранившаяся фотография американского президента, по словам старшего куратора фотографического отдела галереи Энн Шумард.

### Статьи
- Плешков В. Н. Дж. К. Адамс в Петербурге // История Петербурга  / глав. ред. Полторак С. Н.. — Нестор, 2005. — № 6 (28). — С. 55—59.
- Нечай С. Л. Политическая платформа Джеймса Монро и формирование президентской администрации // Всеобщая история: современные исследования: Межвузовский сборник научных трудов. — 2011. — № 21. — С. 99—109.
- Нечай С. Л. Президентские выборы 1816 года в США // Вестник Брянского государственного университета. — Брянск, 2012.